# Cabassous unicinctus
L'armadillo a coda molle meridionale (Cabassous unicinctus, Linnaeus, 1758) è una specie di mammifero della famiglia degli armadilli dal muso lungo, diffusa nei neotropici.

## Descrizione
Un esemplare adulto arriva a pesare tra i 2 e i 4 kg, essere lungo 453,64 mm  e presentare oltre 10 bande. Ogni zampa presenta 5 dita e sono assenti gli scudi sulle ginocchia. La coda è nuda e misura circa la metà della lunghezza testa-corpo. Il numero di denti mascellari varia da 7 a 10. Il margine dell'osso palatino risulta arrotondato, mentre l'altezza del processo condoloideo è superiore a quella del processo coronoideo. Il sistema uditivo presenta degli otoliti e il timpano a livello dell'orecchio medio.

## Biologia

### Comportamento
Si tratta di una specie notturna per lo più solitaria. La specie è in grado di spostarsi sia sottoterra che in superficie.

### Alimentazione
È una specie carnivora che si ciba principalmente d'invertebrati.

### Riproduzione
Si tratta di una specie vivipara che partorisce generalmente un solo piccolo alla volta. I piccoli pesano mediamente 100 g.

## Tassonomia
Se ne conoscono due sottospecie:
- Cabassous unicinctus squamicaudis (Lund, 1845)
- Cabassous unicinctus unicinctus (Linneo, 1758)

## Distribuzione e habitat
La specie è presente in:
- Bolivia
- Brasile (Piauí, Pernambuco, Paraíba, Pará, Minas Gerais, Mato Grosso do Sul, Mato Grosso, Maranhão, Tocantins, Sergipe, São Paulo, Roraima, Rondônia, Amazonas, Amapá, Alagoas, Acre, Bahia, distretto federale di Brasília, Goiás)
- Colombia (continentale)
- Ecuador (continentale)
- Guyana Francese
- Guyana
- Paraguay
- Perù
- Suriname
- Venezuela (continentale)

Non si conosce la dimensione attuale della popolazione. Si tratta di una specie terrestre presente nelle foreste pluviali tropicali, nelle foreste submontane, nella macchia tropicale e subtropicale, ovvero nelle praterie secche e in quelle solo stagionalmente umide. Benché non sia presente nelle aree agricole può trovarsi nelle foreste secondarie, nei pascoli e nelle piantagioni di eucalipto. Il tasso di evotraspirazione nel range dell'areale è mediamente pari a 1.330,57 mm/mese.

## Conservazione
La specie è inclusa nella Lista Rossa IUCN come specie a rischio minimo. Non presenta gravi minacce anche se può essere minacciata da:
- coltivazioni annuali e perenni di specie non legnose
- piantagioni per la produzione di legno e cellulosa
- allevamento e ranching
- caccia

La specie viene localmente cacciata come fonte di cibo.